# Serjania cuneolata
Serjania cuneolata är en kinesträdsväxtart som beskrevs av Ludwig Radlkofer. Serjania cuneolata ingår i släktet Serjania och familjen kinesträdsväxter. Inga underarter finns listade i Catalogue of Life.